# Артондейл (Вашингтон)
Артондейл (англ. Artondale) — переписна місцевість (CDP) в США, в окрузі Пірс штату Вашингтон. Населення — 13 641 особа (2020).

## Географія
Артондейл розташований за координатами 47°18′12″ пн. ш. 122°39′10″ зх. д. / 47.30333° пн. ш. 122.65278° зх. д. (47.303459, -122.652750).  За даними Бюро перепису населення США в 2010 році переписна місцевість мала площу 35,84 км², з яких 35,18 км² — суходіл та 0,65 км² — водойми.

## Демографія
Згідно з переписом 2010 року, у переписній місцевості мешкали 12 653 особи в 4633 домогосподарствах у складі 3727 родин. Густота населення становила 353 особи/км².  Було 4944 помешкання (138/км²).
Расовий склад населення:
| - 91,4 % — білих - 2,2 % — азіатів - 0,7 % — корінних американців - 0,6 % — чорних або афроамериканців - 0,4 % — вихідців з тихоокеанських островів - 1,1 % — осіб інших рас |

До двох чи більше рас належало 3,7 %. Частка іспаномовних становила 4,6 % від усіх жителів.
За віковим діапазоном населення розподілялося таким чином: 26,2 % — особи молодші 18 років, 61,6 % — особи у віці 18—64 років, 12,2 % — особи у віці 65 років та старші. Медіана віку мешканця становила 42,8 року. На 100 осіб жіночої статі у переписній місцевості припадало 96,6 чоловіків;  на 100 жінок у віці від 18 років та старших — 95,5 чоловіків також старших 18 років.
Середній дохід на одне домашнє господарство  становив 120 760 доларів США (медіана — 88 539), а середній дохід на одну сім'ю — 129 912 долари (медіана — 97 624). Медіана доходів становила 68 706 доларів для чоловіків та 50 870 доларів для жінок. За межею бідності перебувало 3,0 % осіб, у тому числі 2,7 % дітей у віці до 18 років та 1,5 % осіб у віці 65 років та старших.
Цивільне працевлаштоване населення становило 6395 осіб. Основні галузі зайнятості: освіта, охорона здоров'я та соціальна допомога — 24,0 %, роздрібна торгівля — 12,7 %, науковці, спеціалісти, менеджери — 11,3 %.